# Čepa
Čepa (ukrajinsky Чепа, maďarsky Csepe) je obec v Pyjterfolvivské vesnické komunitě v okrese Berehovo v Zakarpatské oblasti Ukrajiny. V roce 2001 v Čepě žilo 1943 obyvatel, z toho bylo 66,91 % obyvatel maďarské národnosti. V roce 2025 žilo v celé obci 3224 obyvatel.

## Části obce
- Čepa
- Hetynja
- Zatysivka

## Historie
První písemná zmínka o obci (tehdy pod názvem Theluk) pochází z roku 1312. Další písemná zmínka pochází z roku 1393, kdy obec byla uvedena pod názvem Chepe. Obec byla součástí Uherska. Po skončení první světové války se obec na základě Trianonské smlouvy jako součást Podkarpatské Rusi stala součástí nově vzniklého Československa. V roce 1930 zde žilo 1224 obyvatel. V roce 1938 byla obec v důsledku první vídeňské arbitráže přičleněna k Maďarsku. Po skončení druhé světové války byla obec postoupena Sovětskému svazu a stala se součástí Ukrajinské sovětské socialistické republiky.